# Duilio Rizzato
Duilio Rizzato (Padova, 1º novembre 1924 – Staffoli, 12 dicembre 2014) è stato un calciatore italiano, di ruolo attaccante.

## Carriera
Debutta in Serie B nel campionato 1949-1950 con il Livorno, disputando con i labronici tre campionati cadetti per un totale di 64 presenze e 25 reti.
Nel 1952 si trasferisce alla Carbosarda, dove vince il campionato di IV Serie 1952-1953 e gioca per due anni in Serie C; successivamente disputa un altro campionato di Serie C con la maglia della Sambenedettese, chiuso con la promozione in Serie B.

## Palmarès

### Club

#### Competizioni nazionali
- IV Serie: 1

Carbosarda: 1952-1953
- Serie C: 1

Sambenedettese: 1955-1956